# Brug 560
Brug 560 in een bouwkundig kunstwerk in het Amsterdamse Bos. Het Amsterdamse Bos maakt deel uit van de gemeente Amstelveen, maar wordt beheerd door de gemeente Amsterdam.
Bij de aanleg van het Amsterdamse Bos werd aan architect Piet Kramer van de Dienst der Publieke Werken gevraagd bruggen te ontwerpen. Hij kwam rond 1938 met bruggen in de categorieën houten en stenen bruggen. Binnen die categorieën varieerde hij vanuit een basis ontwerp. Deze houten brug van circa 24 meter lengte, valt in de eerste categorie, maar ze is pas rond 1953 gebouwd. De brug maakt met brug 558, brug 559 en brug 562 deel uit van een ensemble; lijken sterk op elkaar, maar zijn alle toch verschillend.
In 1999 werden alle bruggen in het Amsterdamse Bos door MTD Landschapsarchitecten in opdracht van de gemeente onderzocht op hun cultureel belang. Geconstateerd werd dat de brug een identiteitsdrager was binnen de bosbruggen en een van de houten bruggen van Kramer. De brug valt door haar groen/blauwe kleur zeker op in het landschap. .
De gemeente Amstelveen deed ook onderzoek om te kijken of de brug, net als meerdere bruggen in het bos, beschermd moest worden door de status gemeentelijk monument. Het onderzoek vertaalde de ligging van de brug naar de vorm van de brug. Brug 560 ligt namelijk in een rechthoekig ingericht deel van het bos. De vier bruggen vormen daarin een speelser element Dit is terug te vinden in de enigszins naar buitenstaande balustraden en de uitwaaiering op de landhoofden. Voorts leek Kramer de vorm van de brug dimensionaal aangepast te hebben. De brug is op het oog te smal voor haar lengte. Kramer kwam hier met een sterk op brug 559 gelijkende brug, maar toch zijn er verschillen. Daar waar brug 559 één knik heeft, heeft brug 560 er twee. Ook de bekroning van de balusters verschilt, bij brug 559 hoekig, hier kegelvormig. De overspanning wordt bij brug 560 gedragen door twee series van brugpijlers met jukken waarop de stalen liggers rusten. Op de stalen liggers liggen de houten planken, hout is sowieso hier goed vertegenwoordigd. Borstweringen, balustrades en leuningen zijn uitgevoerd in bewerkte hout. Verder valt op dat de bovenste leuning/balustrade korter is dan de onderste, dat is dan wel weer hetzelfde als bij brug 559. Voorts zijn bij de overspanning twee paar aan balusters gebruikt.

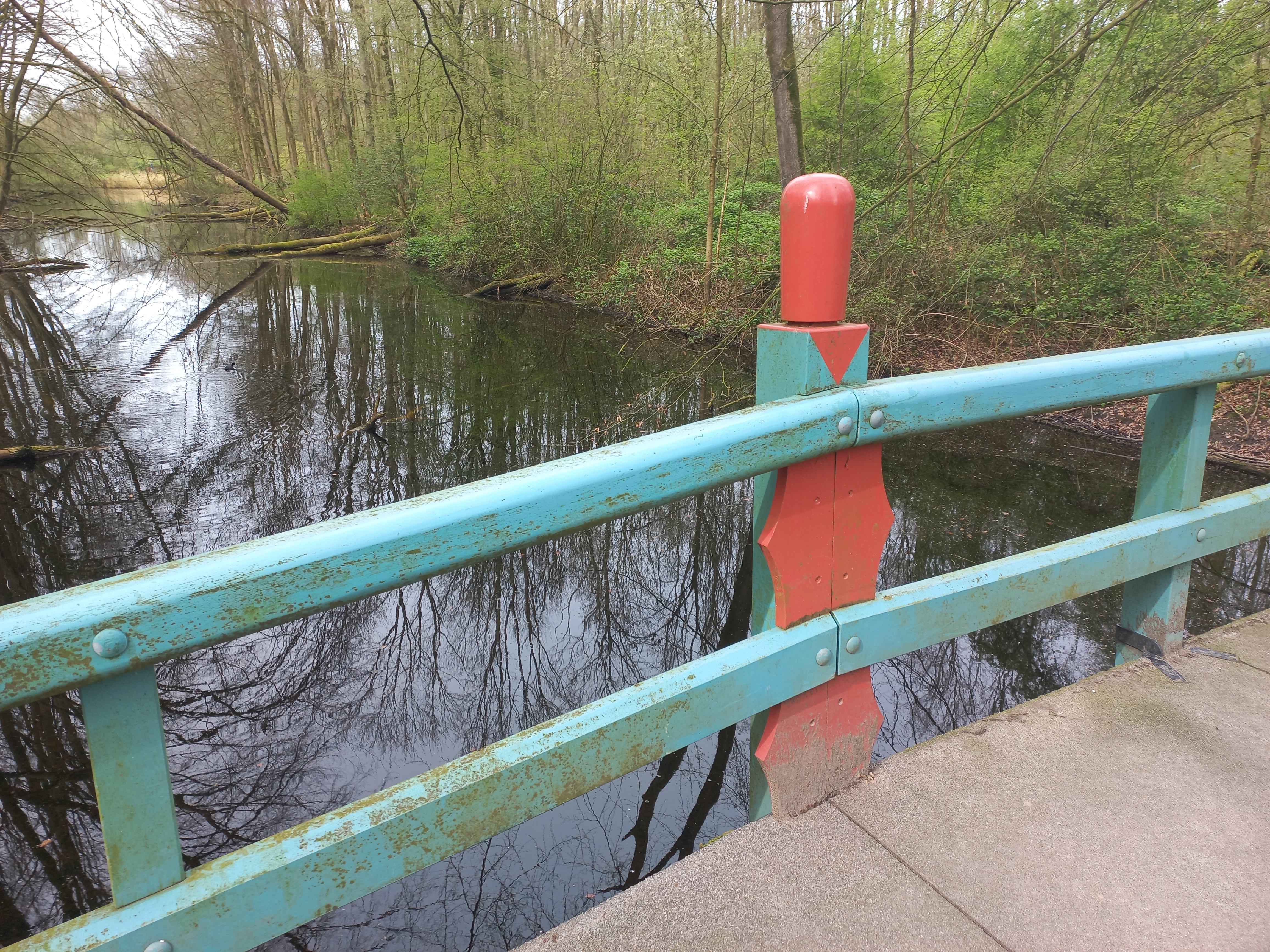
Brug 560 met kegel en schildje (april 2024)

<<< · 500 · 501 ·  503 · 504 · 505 · 506 · 507 · 508 · 509 · 510 · 511 · 512 · 513 · 514 · 515 · 516 · 517 · 518 · 519 · 520 · 521 · 522 · 523 · 525 · 526 · 527 · 528 · 530 · 531 · 532 · 533 · 534 · 535 · 536 · 537 · 538 · 539 · 540 · 541 · 542 · 543 · 544 · 545 · 546 · 547 · 548 · 549 · 550 · 551 · 552 · 553 · 554 · 555 · 556 · 557 · 558 · 559 · 560 · 561 · 562 · 563 · 564 · 565 · 566 · 567 · 569 · 571 · 572 · 573 · 575 · 577 · 578 · 580 · 581 · 582 · 583 · 584 · 586 · 587 · 589 · 590 · 591 · 592 · 593 · 594 · >>>
Brugnummers 502, 524, 529, 568, 570, 574, 576, 579, 585, 588, 595, 596, 597, 598, 599 zijn niet (meer) vergeven.